# 東京建物不動産販売
東京建物不動産販売株式会社（とうきょうたてものふどうさんはんばい）は、東京都中央区八重洲に本社を置く不動産会社。東京建物の完全子会社にあたり、主に「仲介」､「アセットソリューション」､「販売受託」､「賃貸」の4つの事業を展開している。

## 沿革
- 1980年（昭和55年）- 東建住宅サービス株式会社として設立。
- 1983年（昭和58年）- 受託営業部（現・賃貸営業部）を設置。
- 1986年（昭和61年）- 商号を東京建物不動産販売株式会社に変更。
- 1987年（昭和62年）- 大阪支店（現・関西支店）を設置。
- 1988年（昭和63年）- 東京建物が開発・分譲する物件の販売受託を開始。住宅販売部を設置。
- 1996年（平成8年）- 営業部門に流通営業本部、住宅営業本部、賃貸営業本部の各営業本部制を導入。
- 1999年（平成11年）- 管理本部を設け、営業部門と合わせて4本部制を導入。
- 2006年（平成18年）- 東京証券取引所市場第二部に株式上場。
- 2007年（平成19年）- 名古屋支店を設置。賃貸保証サービス会社・日本レンタル保証株式会社設立[1]。東京証券取引所市場第一部へ指定替え。
- 2009年（平成21年）- 株式会社東京建物アメニティサポートを株式交換により完全子会社化[2]。
- 2010年（平成22年）- 関西営業本部を設置。
- 2012年（平成24年）- ソリューション営業本部を設置。
- 2015年（平成27年）- 本社を東京都新宿区から東京都中央区八重洲に移転[3]。株式交換により東京建物株式会社の完全子会社となり、上場廃止[4]。株式会社東京建物アメニティサポートは、東京建物の完全子会社となる[5][6]。
- 2020年（令和2年）1月6日 - 本店を東京都中央区八重洲一丁目4番16号（東京建物八重洲ビル）から同町5番20号（東京建物八重洲さくら通りビル）に移転[7]。